# Симеон Кара
Симео́н Кара́ — французский раввин из города Ле-Ман, библейский экзегет XI века, которого Исаак де Латтес считал выдающимся раввином Франции того периода. Однако его сочинения не сохранились .
Брат раввина Менахема бар-Хельбо и отец известного библейского экзегета раввина Иосифа Кара .
С. И. Л. Рапопорт отождествляет Симеона с редактором сборного мидраша «Ялкут Шимони» («Сборника Симеона»). С этим, однако, не согласился А. Эпштейн, указавший на то, что в рукописях этого мидраша вместо Симеона стоит Самсон.